# Middlebourne
Middlebourne és una població dels Estats Units a l'estat de Virgínia de l'Oest. Segons el cens del 2000 tenia 870 habitants.

## Demografia
Segons el cens del 2000, Middlebourne tenia 870 habitants, 370 habitatges, i 247 famílies. La densitat de població era de 907,9 habitants per km².
Dels 370 habitatges en un 30% hi vivien nens de menys de 18 anys, en un 51,9% hi vivien parelles casades, en un 11,9% dones solteres, i en un 33,2% no eren unitats familiars. En el 31,4% dels habitatges hi vivien persones soles el 16,8% de les quals corresponia a persones de 65 anys o més que vivien soles. El nombre mitjà de persones vivint en cada habitatge era de 2,31 i el nombre mitjà de persones que vivien en cada família era de 2,89.
Per edats la població es repartia de la següent manera: un 23,3% tenia menys de 18 anys, un 7,5% entre 18 i 24, un 25,1% entre 25 i 44, un 28,7% de 45 a 60 i un 15,4% 65 anys o més.
L'edat mediana era de 42 anys. Per cada 100 dones de 18 o més anys hi havia 80,3 homes.
La renda mediana per habitatge era de 128.704 $ i la renda mediana per família de 40.893 $. Els homes tenien una renda mediana de 35.000 $ mentre que les dones 19.167 $. La renda per capita de la població era de 14.673 $. Entorn del 12,6% de les famílies i el 13,9% de la població estaven per davall del llindar de pobresa.

## Poblacions més properes
El següent diagrama mostra les poblacions més properes.